# Socket 370
Socket 370（ソケット370、またはPGA370 Socket）は、当初インテルがPentium IIIとCeleronプロセッサで使用し、前世代のスロットであるSlot 1を置き換えた、PCのCPUソケットの形式である。 "370"は、CPUのピンを刺すためのソケットの穴の数を表している。

## 概要
当初のSocket 370はCeleron向けであったが、CoppermineとTualatinのPentium IIIプロセッサや、後にVIA C3に改名されたVIAのCyrix IIIで利用されるソケットとなった。Socket 370を使用した一部のマザーボードは、デュアル構成でのインテルのプロセッサをサポートした。また、一部のマザーボードではSocket 370とSlot 1の両方を備え、どちらのソケットおよびスロットでも利用することが出来たが、同時に使用することは出来なかった。
MendocinoのCeleronで使用されたPPGAと、その後のコアむき出しのCeleronおよびPentium IIIで使用されたFC-PGAと、ヒートスプレッダ付きのCPUで使用されたFC-PGA2の3種類があり、この3つはソケットは同一ではあるものの、PPGAとFC-PGA/FC-PGA2ではピンアサインが違うので互換性はない。ただし、PPGAをFC-PGA/FC-PGA2に変換するゲタが当時発売されていた。FC-PGA2はFC-PGAとピンアサインは同一で、ヒートスプレッダ付きのCPUに対してFC-PGA2と名付けられた。
電気的には互換性は無いが、Socket 370はx86以外のプラットフォームでも利用された。サン・マイクロシステムズはUltraSPARC CPUのいくつかのモデルでSocket 370を使用した。Macintosh互換機向けとして、UMAXはPowerPC 603eをSocket 370用に再パッケージした。
Socket 370に対応したCPUはコアがむき出しになっているものが多かった。CPUクーラーを取り付ける際にコアに対し均等に圧力をかけないとコアを破損（コア欠け）することがあった。特に重量のあるCPUクーラーを使用する場合は注意が必要であった。また、Socket 370のCPUはクーラーのバネを片側のソケットに引っ掛けた状態でもう片方にも引っ掛けて装着するのだが、装着にかなりの力を要するため、引っ掛ける際にマイナスドライバーなどを使用すると、マイナスドライバーを滑らせた際にマザーボードのパターンを削ってしまう危険性もあった。
このプラットフォームは過去のものとなり、その後はSocket 423/478/775（Pentium 4とCore 2プロセッサ向け）に取って代わられ、現在では特殊な用途に限られている。VIAもSocket 370プロセッサを生産していたが、インテルとのライセンスが切れたため、その後は自社のプロセッサシリーズをBGAパッケージに移行している。

## 互換性
Socket 370はSlot 1と電気的な互換性があるので、Slot 1をSocket 370に変換するゲタが利用でき、主にマザーボードメーカーから多数の商品がリリースされた。このタイプのゲタはマザーボードと同一メーカーの商品を使用する事が推奨され、同社製のマザーボードとセットで使用することにより、変換先のCPUの動作保証をしていた事も多くあった。ただし、チップセットが対応しないCPUには単純な変換では対応できないので、後述する電圧やFSBを変換するゲタが必要であった。
このソケットを採用したCPUはPentium IIIならKatmai→Coppermine→Tualatin、CeleronならMendocino→Coppermine-128K→Tualatin-256Kといずれも3世代に渡っている。特にIntel 440系のようなSlot 1世代にリリースされたチップセットはFSB 133MHzやTualatinに対応できないものが多かったが、電圧やFSBを変換するゲタを利用すれば、対応できないCPUでも対応できる事があった。
このタイプのゲタは主にPowerLeapから発売され、Katmai/Mendocino/Coppermine/Coppermine-128Kにしか対応しないマザーボードをTualatin/Tualatin-256Kに対応できたりした。同様にPPGAをFC-PGAに変換するゲタも発売されていた。ただし、これらのゲタはCPUのマイクロコードがない状態で動作させる事になるため、前述の単純にSlot 1をSocket 370に変換するだけのゲタより相性は厳しかった。

## 採用製品
CPU
- Intel
  - Celeron Mendocino (PPGA, 300 - 533MHz, 2.0V)
  - Celeron Coppermine (FC-PGA, 533 - 1100MHz, 1.5～1.75V)
  - Celeron Tualatin (FC-PGA2, 900 - 1400MHz, 1.475～1.5V)
  - Pentium III Coppermine (FC-PGA[注 5], 500 - 1133MHz, 1.6～1.75V)
  - Pentium III Tualatin (FC-PGA2, 1000 - 1400MHz, 1.45～1.5V)
- VIA
  - Cyrix III / C3 (500 - 1200MHz, 1.35～2.0V)

チップセット
- Intel
  - 440 Chipset
  - 810 Chipset
  - 815 Chipset
  - 820 Chipset
  - 840 Chipset
- ATI
  - S1-370 TL
- ALi
  - ALADDiN PRO II, TNT2, PRO 5
- SiS
  - 620, 630, 635
- VIA
  - Apollo Pro133, PLE133, ProMedia, Pro266
  - ProSavage PL133, PM133
  - CLE266, CN400
- ServerWorks (Broadcom)
  - ServerSet III LE, III HE-SL